# Мэрисвилл (тауншип, Миннесота)
Мэрисвилл (англ. Marysville) — тауншип в округе Райт, Миннесота, США. На 2000 год его население составило 2097 человек.

## География
По данным Бюро переписи населения США площадь тауншипа составляет 87,8 км², из которых 84,3 км² занимает суша, а 3,5 км² — вода (3,95 %).

## Демография
По данным переписи населения 2000 года здесь находились 2097 человек, 696 домохозяйств и 556 семей.  Плотность населения —  24,9 чел./км².  На территории тауншипа расположено 714 построек со средней плотностью 8,5 построек на один квадратный километр. Расовый состав населения: 98,00 % белых, 0,33 % афроамериканцев, 0,43 % коренных американцев, 0,14 % азиатов, 0,14 % — других рас США и 0,95 % приходится на две или более других рас. Испанцы или латиноамериканцы любой расы составляли 1,96 % от популяции тауншипа.
Из 696 домохозяйств в 40,2 % воспитывались дети до 18 лет, в 67,1 % проживали супружеские пары, в 6,6 % проживали незамужние женщины и в 20,0 % домохозяйств проживали несемейные люди. 14,2 % домохозяйств состояли из одного человека, при том 3,0 % из — одиноких пожилых людей старше 65 лет. Средний размер домохозяйства — 2,96, а семьи — 3,30 человека.
30,6 % населения — младше 18 лет, 7,2 % — в возрасте от 18 до 24 лет, 31,1 % — от 25 до 44, 23,6 % — от 45 до 64, и 7,5 % — старше 65 лет. Средний возраст — 34 года. На каждые 100 женщин приходилось 109,9 мужчин.  На каждые 100 женщин старше 18 приходилось 110,7 мужчин.
Средний годовой доход домохозяйства составлял 53 011 долларов, а средний годовой доход семьи —  57 768 долларов. Средний доход мужчин —  36 935  долларов, в то время как у женщин — 27 396. Доход на душу населения составил 21 171 доллар. За чертой бедности находились 5,7 % семей и 9,5 % всего населения тауншипа, из которых 15,9 % младше 18 и 6,6 % старше 65 лет.